# ALLUSION
『ALLUSION』（アリュージョン）は、日本の歌手・郷ひろみが1984年12月1日にCBS・ソニーから発売した22枚目のオリジナルアルバムである。

## 内容
前作『黄金郷I〜2億4千万の瞳〜』から約6か月ぶり、オリジナルアルバムとしては前作『TAILORED SONG』から約1年ぶりの作品。
今作は今までの全作品でトータルプロデュースを担当してきた酒井政利がエグゼクティブ・プロデューサーとなり、トータルプロデュースを郷がペンネームであるヘンリー浜口名義で制作した作品となっている。また、プロデュースに加えて全曲の作詞と一部の作曲も手掛けている。

## 収録曲
1. M 9.0
作詞・作曲：ヘンリー浜口 / 編曲：大村雅朗 / コーラスアレンジ：宮原透
タイトルの読みは「マグニチュード・ナイン」。
2. CHARISMA
作詞：ヘンリー浜口 / 作曲：井上大輔 / 編曲：大村雅朗 / コーラスアレンジ：宮原透
後に54thシングルの表題曲としてシングルカットされた。
3. どこまでアバンチュール
作詞・作曲：ヘンリー浜口 / 編曲：大村雅朗 / コーラスアレンジ：宮原透
両A面からなる52ndシングルの表題1曲目。
4. ESCAPE
作詞：ヘンリー浜口 / 作曲：玉置浩二 / 編曲：大村雅朗 / コーラスアレンジ：宮原透
5. 愛のエンプティーペイジ
作詞・作曲：ヘンリー浜口 / 編曲：大村雅朗 / コーラスアレンジ：宮原透
後に53rdシングルの表題曲としてシングルカットされた。
6. 美音 LANGUAGE
作詞：ヘンリー浜口 / 作曲：大沢誉志幸 / 編曲：大村雅朗 / コーラスアレンジ：宮原透
後に53rdシングルのカップリング曲としてシングルカットされた。
7. I FEEL MY LOVE WITH YOU
作詞：ヘンリー浜口 / 作曲：原田真二 / 編曲：大村雅朗 / コーラスアレンジ：宮原透
8. 女してる？
作詞：ヘンリー浜口 / 作曲：大沢誉志幸 / 編曲：大村雅朗 / コーラスアレンジ：宮原透
後に54thシングルのカップリング曲としてシングルカットされた。
9. CARELESS WHISPER　  
作詞・作曲：ジョージ・マイケル、アンドリュー・リッジリー / 日本語訳詞：ヘンリー浜口 / 編曲：大村雅朗 / コーラスアレンジ：宮原透
両A面からなる52ndシングルの表題2曲目。

## 参加ミュージシャン
- 郷ひろみ：Vocal & Chorus

Additional Musicians
- 松武秀樹：Synthesizer Operator
- 船山基紀：Synthesizer Operator
- 大村雅朗：Keyboards
- 西本明：Keyboards
- 富樫春生：Keyboards
- 島村英二：Drums
- 高水健司：Bass
- 松原正樹：Guitar
- 鳥山雄司：Guitar
- ペッカー：Percussion
- 数原晋：Brass
- 小林正弘：Brass
- ジェイク・コンセプション：Saxophone
- 大城敬子：Chorus
- Jakkey：Talk